# Sceptonia pughi
Sceptonia pughi är en tvåvingeart som beskrevs av Chandler 1991. Sceptonia pughi ingår i släktet Sceptonia, och familjen svampmyggor. Arten är reproducerande i Sverige.